# Hanapepe
Hanapepe és una concentració de població designada pel cens dels Estats Units a l'estat de Hawaii. Segons el cens del 2000 tenia 2.153 habitants.

## Demografia
Segons el cens del 2000, Hanapepe tenia 2.153 habitants, 706 habitatges, i 534 famílies La densitat de població era de 953,6 habitants per km².
Dels 706 habitatges en un 41,8% hi vivien nens de menys de 18 anys, en un 57,2% hi vivien parelles casades, en un 12,3% dones solteres, i en un 24,4% no eren unitats familiars. En el 19,8% dels habitatges hi vivien persones soles el 8,6% de les quals corresponia a persones de 65 anys o més que vivien soles. El nombre mitjà de persones vivint en cada habitatge era de 3,05 i el nombre mitjà de persones que vivien en cada família era de 3,54.
Per edats la població es repartia de la següent manera: un 32,0% tenia menys de 18 anys, un 6,5% entre 18 i 24, un 29,3% entre 25 i 44, un 20,1% de 45 a 64 i un 12,1% 65 anys o més.
L'edat mediana era de 34,9 anys. Per cada 100 dones hi havia 103,31 homes. Per cada 100 dones de 18 o més anys hi havia 98,91 homes.
La renda mediana per habitatge era de 44.112 $ i la renda mediana per família de 50.750 $. Els homes tenien una renda mediana de 30.039 $ mentre que les dones 24.224 $. La renda per capita de la població era de 17.043 $. Aproximadament el 5,8% de les famílies i el 6,6% de la població estaven per davall del llindar de pobresa.

## Poblacions properes
El següent diagrama mostra les poblacions més properes.